# ロールアップ
ロールアップ（roll up）とはファッション用語で、長袖やズボンの裾を巻き上げた状態をいう。ジーンズなどきちんと裾上げをせずに巻き上げるのを、「ダサい」という時代もあったが、着こなしによっては、ファッションスタイルとして認知されてきた。サファリジャケットなど、布を付けてボタンで固定して、意図的に巻き上げ状態にするデザインもある。いずれもワイルドな印象を与える。